# Circondario di Niafunké
Il circondario di Niafunké è un circondario del Mali facente parte della regione di Timbuctù. Il capoluogo è Soboundou.

## Geografia antropica

### Suddivisioni amministrative
Il circondario di Niafunké è suddiviso in 8 comuni:
- Banikane Narhawa
- Dianké
- Fittouga
- Koumaïra
- Léré
- N'Gorkou
- Soboundou
- Soumpi